# Zipser in Rumänien

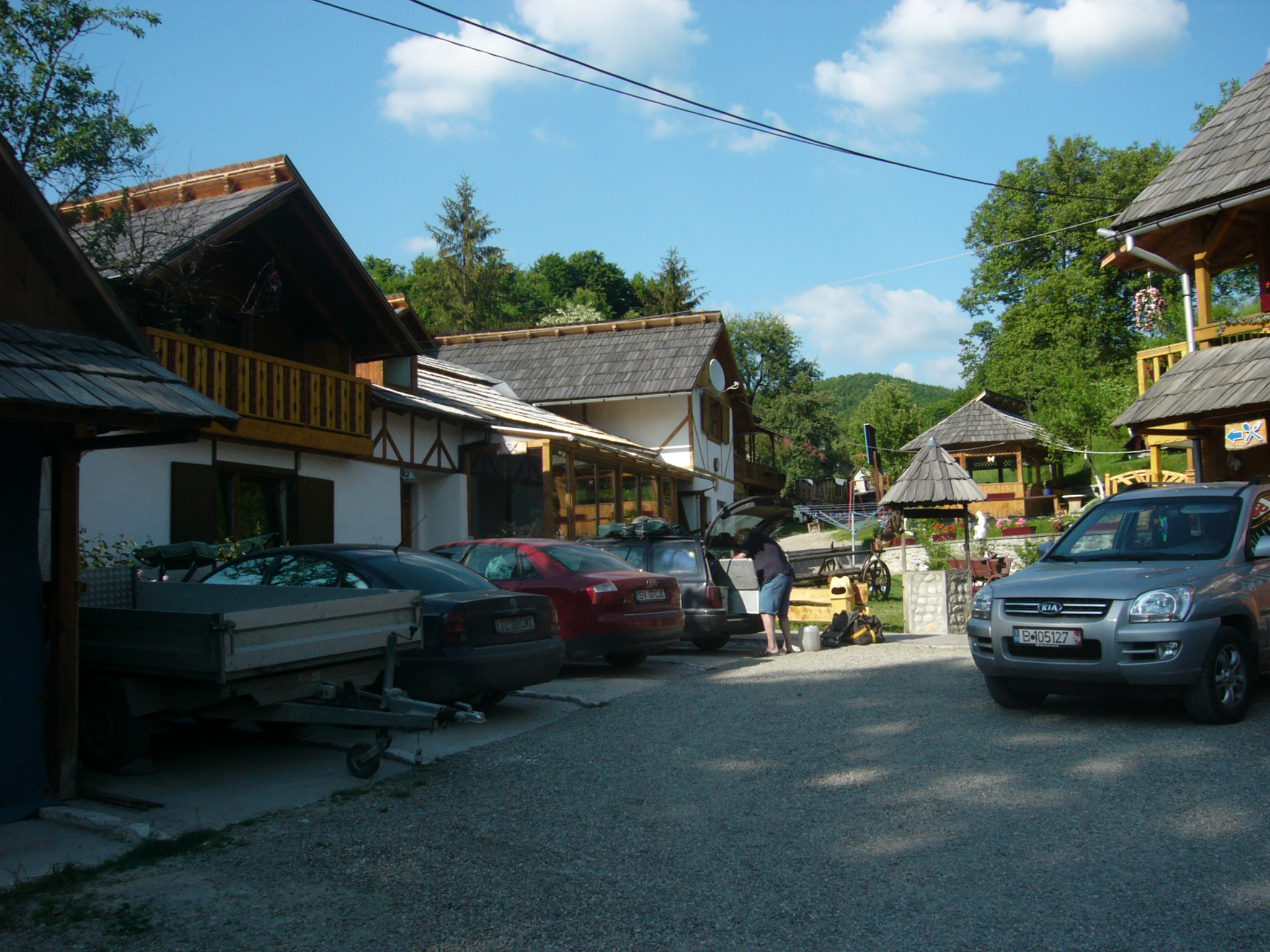
Renovierte Zipser Häuser im Zipserei-Viertel in Vișeu de Sus (deutsch: Oberwischau), Kreis Maramureș, Rumänien.

Die Zipser in Rumänien (ungarisch cipszer, rumänisch țipțeri) sind Nachkommen einer ausgewanderten Gruppe deutschsprachiger Zipser Sachsen aus der Zips in der heutigen Slowakei, die teilweise bis heute in Rumänien leben. Sie bilden eine Untergruppe der Rumäniendeutschen im Kreis Maramureș sowie in Teilen der Südwestbukowina (heute: Kreis Suceava) und im Banater Gebirge. Bis zum Zweiten Weltkrieg lebten auch Zipser in der heute zur Ukraine gehörenden Karpatenukraine und wohl auch in der kroatischen Region Slawonien und der serbischen autonomen Provinz Vojvodina. Diese Zipser wurden meistens Ende 18./Anfang 19. Jahrhundert in schon bestehenden Ortschaften angesiedelt, wo sie in neuen Ortsteilen mit charakteristischem Baustil zusammenlebten, die Zipserei genannt werden, nur selten gründeten sie neue Dörfer.

## Geschichte

### Vorgeschichte
Die Bezeichnung „Zipser“ stammt von Einwanderern aus der Zips (ungarisch: Szepes, slowakisch: Spiš) (damals Oberungarn, heute Slowakei). Die Geschichte der deutschsprachigen Zipser begann mit ersten Ansiedlungen im 12. Jahrhundert im Rahmen der hochmittelalterlichen Ostsiedlung. Die Mehrheit siedelte sich in der zweiten Hälfte des 13. Jahrhunderts an, angeworben mit Privilegien der ungarischen Könige, besonders dem Zipser Freibrief 1271, die denen der Siebenbürger Sachsen ähnlich waren, darunter Abgabenfreiheit vom ungarischen Adel und autonome Selbstverwaltung nach eigener Rechtstradition. Die Einwanderung endete im 14. Jahrhundert. Die Zipser Sachsen entwickelten mit der Zipser Willkür von 1370 ein autonomes Recht nach eigener Tradition, das einzige deutsche Landrecht in der Slowakei (neben mehreren Stadtrechten). Die Zipser Sachsen bildeten vom 13. Jahrhundert bis in die Frühe Neuzeit (16.–18. Jahrhundert) die größte und die wirtschaftlich und zumindest in den ersten beiden Jahrhunderten auch politisch dominierende Bevölkerungsgruppe der Zips, aber nie die einzige Bevölkerungsgruppe der Region. Ihre Privilegien standen im Laufe des 14.–18. Jahrhundert immer stärker unter politischem Druck durch den ungarischen Adel (einige Hochadelsgeschlechter wählten ihren Stammsitz in der Zips), der nicht an vielen abgabenbefreiten Bewohnern interessiert war und entweder durch eine feudale Besiedlung mit abgabepflichtigen slowakischen Bauern oder durch Einschränkung oder Abschaffung der Privilegien seine Machtbasis zu erweitern versuchte. Die Zipser Sachsen wehrten sich dagegen durch Gründung von Städtebünden, die sich dagegen entweder militärisch verteidigten oder sich in engen Beziehungen zu den ungarischen Königen und zur Zentralregierung ihre Privilegien mehrfach bestätigen ließen. Trotzdem mussten einige ländliche Gebiete und weniger bedeutende Städte Einschränkungen und Verluste der Privilegien hinnehmen. Für diese Teile der nun abgabepflichtigen Zipser schwand auch die Unterscheidung zur übrigen Bevölkerung und es setzte in den folgenden Generationen eine allmähliche Assimilation ein. Dieser Prozess der Slowakisierung wurde von der Reformation gebremst, als die meisten Zipser Sachsen im Gegensatz zu nichtdeutschsprachigen Bewohnern die evangelisch-lutherische Konfession annahmen, wodurch nicht nur das erhaltene autonome Rechtsleben, sondern auch das kirchliche Gemeindeleben in deutscher Sprache stattfand. Die Gegenreformation im 17./18. Jahrhundert beschleunigte jedoch die Slowakisierung wieder, da sich während dieser Zeit ein Teil der Zipser Sachsen und viele Slowaken dem römisch-katholischen Glauben zuwandten und zahlreiche slowakischsprachige katholische Städtebürger in die Zipser Städte zogen. Am Vorabend des Ersten Weltkrieges bezeichnete sich etwa ein Viertel der Bewohner der Zips als Zipser Sachsen, etwa die Hälfte als Slowaken und etwa ein Viertel als von anderer Nationalität, meistens als Ungarn (seit 1876 forcierte die ungarische Regierung eine Magyarisierung, durch die ihr Anteil von ca. 1 Prozent auf über 11 Prozent stieg) oder als Ruthenen.
Durch diese historischen Erfahrungen bildeten die Zipser Sachsen eine spezifische „Zipser Identität“, die oft als Mehrfachidentität beschrieben wird: Im Mittelpunkt stand die regionale Identität als „Zipser (Sachsen)“, auch durch ihre vom übrigen deutschen Sprachgebiet räumlich isolierte Heimat in einer Sprachinsel, und die traditionelle Loyalität zur ungarischen Monarchie und Zentralregierung, verbunden mit der Identität als ungarische Untertanen, später als Ungarn im staatsbürgerlichen Sinne. Die Identitätsfrage, ob sie durch die deutsche Sprache und (teilweise) lutherische Konfession und Kultur auch Deutsche sind, wurde zwar meistens nicht abgelehnt, war aber vor den 1920er/30er Jahren von untergeordneter, drittrangiger Bedeutung.
Die Zips und die Zipser Sachsen erlebten im Spätmittelalter und der Frühen Neuzeit eine wirtschaftliche und kulturelle Blüte, die neben Landwirtschaft besonders auf dem Fernhandel der Zipser Handelsstädte (besonders in der Oberzips) zwischen Ungarn und Polen sowie einem Boom des Bergbaus der Bergstädte der Unterzips im Ungarischen/Slowakischen Erzgebirge beruhte. Als beide Wirtschaftszweige im 17./18. Jahrhundert durch allmähliche Erschöpfung der Lagerstätten und abnehmende wirtschaftliche Bedeutung Polens und Ungarns stagnierten, verarmten besonders versorgende und dienstleistende Berufsschichten, wie Handwerker, abgabepflichtige Bauern, Holzfäller und Köhler (für den Bergbau). Zudem erreichte die Industrialisierung die Region kaum. So entschieden sich im 18./19. Jahrhundert viele Bewohner der Zips zur Auswanderung.

### Ansiedlungen und Geschichte außerhalb der Zips
Im 17./18. Jahrhundert expandierte das Habsburgerreich weit ins östliche Europa. Es übernahm nach dem Großen Türkenkrieg mit dem Frieden von Karlowitz 1699 große Teile des vorher osmanisch beherrschten Mittel- und Südungarn., darunter Slawonien und das Fürstentum Siebenbürgen. Mit dem Frieden von Passarowitz 1718 und bestätigt im Frieden von Belgrad 1739 kam noch das Banat hinzu, darauf folgte mit der Ersten Polnischen Teilung 1770 Galizien und dem Frieden von Küçük Kaynarca 1774 die Bukowina. Nach den evangelisch-magnatischen Kuruzenaufständen in Ungarn bis 1711 unternahm das Habsburgerreich unter den Kaisern Karl VI. (1711–40), Maria Theresia (1740–80) und Joseph II. (1765–90) erhebliche Anstrengungen, um die teilweise entvölkerten Regionen neu zu besiedeln (Karlinische Kolonisation, Theresianische Kolonisation, Josephinische Kolonisation). Die Ansiedlungen, von denen manche im ersten Versuch scheiterten, wurden in der Regierungszeit von Kaiser Franz II./I. (1792–1835) beendet. Als Siedler wurden oft Deutschsprachige wie Rheinländer, Schwaben, Badener, Hessen, Tiroler, Deutschböhmen, Österreicher und Steirer angeworben, aber auch Tschechen, Slowaken, Polen, Ungarn, Russinen und andere.
Zipser Sachsen wurden vorwiegend in Gebirgsregionen der Maramuresch, Südwest-Bukowina, Karpatenukraine und des Banater Gebirges, aber auch nach Kroatien und in die Vojvodina angeworben. Die meisten Zipser wurden in schon bestehenden Ortschaften angesiedelt, nur selten gründeten sie neue Dörfer. In den Ortschaften gründeten sie neue Ortsteile mit traditionellen Zipser Häusern, die Zipserei genannt werden und von den Vierteln ebenfalls angesiedelter Siedler aus dem geschlossenen deutschen Sprachgebiet (manchmal Teitscherei „Deutscherei“ genannt) und den Ortsteilen anderer Bevölkerungsgruppen getrennt waren, aber nach Beschreibungen (vgl. z. B. Reportagen unter „Weblinks“) oft in spannungsfreier Nachbarschaft mit allen Bevölkerungsgruppen zusammenlebten. Zu den Gründen für die Ansiedlung in älteren Orten gehörten die Planung, dass sie neue Wirtschaftszweige, wie Bergbau und Verhüttung, Eisenbearbeitung, Gebirgsforstwirtschaft und Holzindustrie verbreiten sollten, aber auch ihre eigene Initiative, weil sie das nachbarschaftliche Zusammenleben mit Menschen anderer Sprache, Kultur oder Religion schon aus der Zips gewöhnt waren.
Auf die erste Welle von Ansiedlungen der Zipser in den 1770er–90er Jahren gehen die meisten Zipser-Siedlungen der Maramuresch und der benachbarten Karpatenukraine zurück. Zumeist waren sie Holzfäller, Köhler, Flößer und Waldarbeiter („Holzknechte“), die bisher den Bergbau und die Hüttenindustrie der Unterzips (östliches Ungarisches Erzgebirge) mit Holz und Holzkohle versorgten, dessen Lagerstätten aber erschöpft waren. Ihr ursprünglicher Zweck war, die einträglichen, seit den 1720er Jahren in habsburgischem Besitz befindlichen staatlichen Salzbergwerke in Rohnen (ungarisch Rónaszék, rumänisch Coștiui, heute südlicher Ortsteil von Rona de Sus), von Altwerk (Ocna Șugatag) und von Slatina (heute Solotwyno, kurz hinter der ukrainischen Grenze) mit ihrem immensen Holzbedarf (z. B. für die Flöße zum Transport des Steinsalzes, für Schleusen, für Gangzimmerungen im Bergbau, Salinen und für Holzkohle für die Salzsiedereien) zu versorgen. Weil dieser Holzeinschlag zuvor zu Entwaldungen in den Waldkarpaten geführt hatte, wurde eine kameralistische Forstwirtschaft etabliert, für die neben Zipser Waldarbeitern auch solche aus dem Salzkammergut, die in der Versorgung des Salzbergbaus erfahren waren, angeworben wurden. Die Zuwanderer aus den Alpen etablierten auch die in den Karpaten bis dahin unbekannte Almhaltung von Hochlandrindern, die sich auch in der Folklore niederschlägt. Die Kolonisation hatte größtenteils vor dem Toleranzpatent stattgefunden, als die habsburgische Verwaltung noch darauf bedacht war, die Vergünstigungen nur katholischen Siedlern zukommen zu lassen, während an späteren Ansiedlungen auch viele evangelisch-lutherische Zipser beteiligt waren.
Eine wichtige Rolle für die Ansiedlung von Zipser Bergleuten (und zuarbeitenden Holzfällern und Köhlern) in der Südwestbukowina spielte der Bergbauunternehmer Ritter Anton Manz von Mariensee (1757–1830). Der Bergbau wurde Mitte des 19. Jahrhunderts meist als unrentabel aufgegeben, weil die Lagerstätten nicht ausreichten, woraufhin zahlreiche Auswanderungen nach Amerika die Zipser Bevölkerung verringerten.
Eine dritte Ansiedlungswelle von Zipsern ging in einige Ortschaften im Banater Bergland, besonders Anina mit Ortsteilen Steierdorf und Sigismund, sowie Sekul. Diese Zipser waren Bergleute, seltener Holzfäller aus Schmölnitz (Smolník in der Unterzips), die erst relativ spät, in den 1850er Jahren in die seit den 1770er Jahren eröffneten Steinkohle-Bergwerke gingen, nachdem schon einige frühere Ansiedlungswellen von Bergleuten aus der Steiermark, dem Salzkammergut, den deutschsprachigen Teilen Böhmens, aber auch zahlreiche andere rumänische, ungarische, slowakische u. v. a. Bergleute angesiedelt wurden, die aber aus Unzufriedenheit über die Verhältnisse mehrfach teilweise oder fast komplett wieder abwanderten.

## Siedlungen der Zipser

### Ortschaften in Rumänien

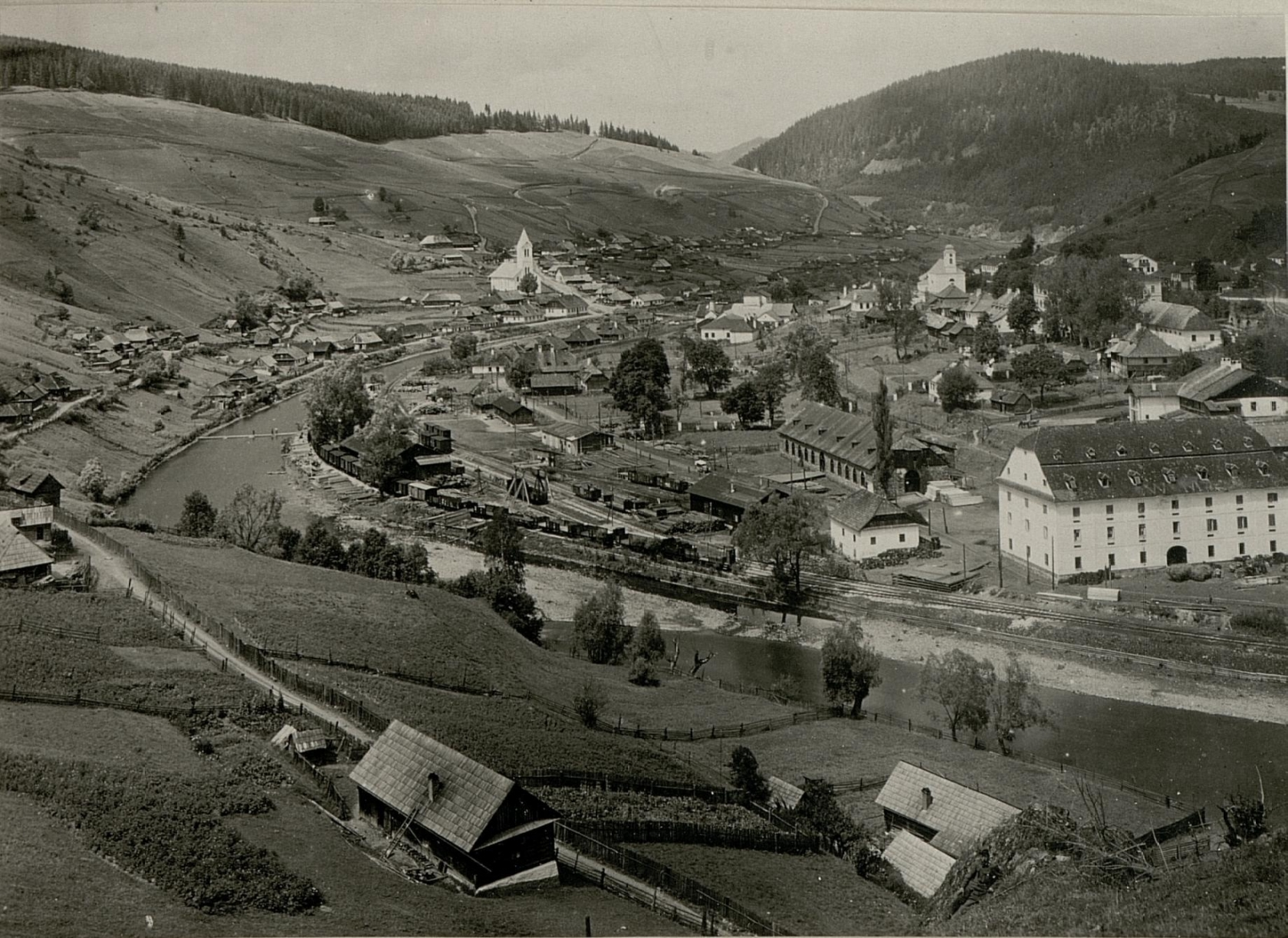
Von Zipsern bewohnter Nordteil von Iacobeni mit der evangelisch-lutherischen Kirche (links), der römisch-katholischen Kirche (rechts) und Zipser Gehöften (hinter den Bahngebäuden) mit traditionellem Walmdach. Foto des k.u.k. Kriegspressequartiers im Ersten Weltkrieg.

Bekannte, in Rumänien bis heute bewohnte Zipser-Siedlungen sind:
- Maramuresch:
  - Baia Mare (deutsch Frauendorf oder Groß-Neustadt)
  - Vișeu de Sus (deutsch Oberwischau)
- Bukowina:
  - Cârlibaba (deutsch Kirlibaba mit Mariensee und Ludwigsdorf)
  - Iacobeni (deutsch Jakobeny)
  - Frasin (deutsch Frassin)[9]
  - Fundu Moldovei (deutsch Luisenthal)
  - Păltinoasa (deutsch Paltinossa)[10]
  - Pojorâta (deutsch Poschoritta)
  - Stulpicani (deutsch Stulpikani)[8]
  - Valea Stânei (deutsch Freudenthal)[8][11]
  - Vama mit Prisaca Dornei (deutsch Wama mit Eisenau)
- Banater Bergland:
  - Anina (deutsch Steierdorf)[8]
  - Jamu Mare (deutsch Freudenthal)
  - Secu (deutsch Sekul)

Die politische Vertretung der Zipser und anderer deutschsprachiger Gruppen im heutigen Rumänien ist das Demokratische Forum der Deutschen in Rumänien (DFDR). Ein Vertreter der deutschsprachigen Literatur Osteuropas ist der Autor und Zipser Gerhard Cerny.

### Ortschaften in der Ukraine
Zwischen 1810 und 1820 siedelten sich auch in unmittelbarer Nachbarschaft der Maramuresch und in der Nähe der Bukowina zipserdeutsche Siedler in Ortschaften an, die damals ebenfalls zum Königreich Ungarn gehörten, in der historischen Region Karpatenukraine, heute aber in der Oblast Transkarpatien liegen, die zur Ukraine gehört. Zipsereien entstanden damals unter anderem in diesen Ortschaften:
- Karpatenukraine/Transkarpatien
  - Rachiw (deutsch Rauhau), Hauptstadt des Rajon Rachiw
  - Dowhe, Ort im Rajon Chust
  - Dubowe (deutsch Dombau oder Dombo), Rajon Tjatschiw
  - Friedrichsdorf, bis zum Zweiten Weltkrieg eigenständiges Dorf, heute aufgeteilt zwischen Koltschyno und Klenowez, Ortsteile der Gemeinde Koltschyno (siehe Artikel), Rajon Mukatschewo
  - Jassinja (deutsch Männerwies), Rajon Rachiw
  - Sofija (deutsch Sophiendorf), Rajon Mukatschewo

## Dialekte
In der Zips und der näheren Umgebung wurden vier verschiedene Dialekte gesprochen, zwei Ortsdialekte und zwei regionale Dialekte mit zahlreichen Ortsmundarten, die von verschiedenen mitteldeutschen Dialekten, eher von westmitteldeutschen, als von ostmitteldeutschen, in der Unterzips auch vorwiegend vom Bairischen und ein Ortsdialekt vom schlesischen Dialekt geprägt sind. Die Dialekte beeinflussten sich in der Zips gegenseitig. Mit der Ansiedlung brachten die Zipser verschiedene Dialekte mit, die sich in den Ansiedlungsgebieten vereinheitlichten. Die örtliche Herkunft der Siedler ist im 18./19. Jahrhundert gut dokumentiert. Die zumeist als Bergleute angesiedelten Zipser der Bukowina, des Banats und eines Teils der Ortschaften in Transkarpatien stammten aus den vom Bergbau lebenden Ortschaften der Unterzips und sprachen den vorwiegend bairisch beeinflussten Dialekt Mantakisch, oft auch Gründlerisch genannt (siehe Ostkarpaten- und Banater Mantakisch). Die als Holzversorger des staatlichen Salzbergbaus in Jassinja, Rachiw und Umgebung angesiedelten Zipser stammten dagegen zumeist aus der Oberzips. Hier vereinigte sich der Dialekt unter dem Einfluss des Ortsdialekts von Hopgarten (Chmeľnica), der auch Outzäpsersch genannt wird, zu dem schlesisch basierten Dialekt Zäpsersch. Auch die Zipser im nahe gelegenen rumänischen Vișeu de Sus und Umgebung sprachen ursprünglich, bis in die 1970er Jahre Zäpsersch, übernahmen aber von ihren aus dem Salzkammergut angesiedelten Nachbarn den oberösterreichischen Dialekt, der mit einigen phonetischen, lexikalischen und grammatischen Resten aus dem Zäpserschen zum Dialekt Oberwischaudeutsch wurde.

## Traditionen und Bräuche
Am gründlichsten ethnologisch erforscht sind die Zipser Traditionen im Wasser- und Wischautal um Vișeu de Sus (Oberwischau), über die Claus Stephani, Anton-Joseph Ilk und mehrere andere promovierten, wenn auch besonders Stephanie auch gründliche Feldforschungen in anderen Zipser-Siedlungen Rumäniens in den 1960er–80er Jahren anfertigte.
Im Jahr 1886 lebten in Oberwischau 1936 Anhänger der Römisch-Katholischen Kirche, darunter einige Ungarn, zur Mehrheit aber deutschsprachig. Viele Deutschsprachige stammten aus der Zips, ein kleinerer Teil waren „Teitsche“, die aus dem Salzkammergut/Oberösterreich, teilweise etwas später über Deutsch-Mokra eingewandert waren. Die anfängliche Abgrenzung aus gewerblicher Konkurrenz schliff sich Ende 19. und im 20. Jahrhundert ab und in der zweiten Hälfte des 20. Jahrhunderts bezeichneten sich alle deutschsprachige Bewohner als „Zipser“, ihre inzwischen gemeinsamen Traditionen konstituierten die Gemeinschaft. Dass sich für sie diese Bezeichnung durchsetzte, geht auch auf die ungarischen Verwaltungsbehörden zurück, denen die seit Jahrhunderten in Ungarn lebenden Zipser (ungarisch cipszer) geläufiger waren, als die „Salzkammerguter“ oder „Oberösterreicher“. Die Vereinheitlichung der Dialekte verlief dagegen entgegengesetzt: der Dialekt der Salzkammerguter, Teitsch verdrängte den schlesischen Dialekt der Zipser, Zäpsersch schrittweise, der zuletzt nur zurückgezogener Haus- und Familiendialekt war und ab den 1970er Jahren in Oberwischau nicht mehr gesprochen und verstanden wurde, womit das bairisch basierte Teitsch zum allgemeinen oberwischaudeutschen Dialekt mit nur einzelnen erhaltenen zipserischen Elementen, Lexemen und Redewendungen wurde. Daneben lebten im Jahr 1886 1752 Rumänen der Griechisch-katholischen Kirche (in der Nachkriegszeit zwangsweise rumänisch-orthodox, heute beider Konfession, mehrheitlich wieder rumänisch griechisch-katholisch) und 1292 meist jiddischsprachige, nur sehr selten deutsch- oder ungarischsprachige Juden, im Norden des Tals waren einige Dörfer von „Ruthenen“ (=Ukrainer, speziell Russinen, Untergruppe der Huzulen) dominiert. Dazu kamen kleinere armenische, slowakische und polnische Minderheiten. Alle Bevölkerungsgruppen dieser damals armen Region unterhielten von klein auf enge persönliche und berufliche Kontakte und beeinflussten sich gegenseitig, waren oft mehrsprachig. Die jüdische Bevölkerung wurde ab 1940 zunehmend diskriminiert, zwangsweise ghettoisiert und wurden in der „Ungarn-Aktion“ 1944 fast alle in Auschwitz ermordet. Von den in den 1960er Jahren etwa 6000 Zipsern ist die Mehrheit seit Ende der 1970er Jahre, besonders aber nach der Wende nach Deutschland und Österreich ausgewandert, etwa 300 leben noch in Oberwischau. Die größte Bevölkerungsgruppe sind heute Rumänen, daneben gibt es eine ungarische Minderheit und im Norden des Tals huzulische Dörfer.
Die Zipser entwickelten die lebendige Erzählkultur der „Mära und Kasska“, die ihre Gesellschaft während der weiträumigen Siedlungsbewegungen wesentlich konstituierte. Reste dieses mündlich weitergegebenen Geschichtenschatzes sind auch heute noch, nach Einführung von Wissen über die Welt durch TV (im armen sozialistischen Rumänien spät, meist in den 80er Jahren), Öffnung des Landes, Auswanderung der meisten Zipser und Einführung des Internets in den verbliebenen, z. T. modernisierten Volkserzählungen „Mära und Kasska“ im Norden Rumänien zu finden. Das sind Sagen und Legenden (Mära, vgl. hochdeutsch Mär, etwas andere Bedeutung, den Mära aber auch ähnlich: mittelhochdeutsch Märe), sowie Märchen (Kasska, wohl von ukrainisch казка=Märchen). Wie in vielen vorindustriellen Gesellschaften werden sie nicht in erstarrten Handlungen und Formulierungen vorgelesen, sondern von begabten Erzählerinnen und Erzählern in Familien oder an den Wegen der Zipserei meistens Kindern, aber auch Erwachsenen erzählt, weshalb jede Erzählung desselben Stoffs anders ist. Dadurch wurden die Handlungen ständig erweitert, verändert, übernommen, neu kombiniert und erfunden. Die zahlreichen Charaktere der Mära und Kasska reichen von karpatischen mythischen Figuren, wie den Waldmännern und -frauen, der alten Waldfrau, Feen, dem Schwarzen Hund, Bergalf, Brunnenmann, den drei Faschingsmännern, Nebelfrauen u. a. über die Geschichtenreihe um den guten Räuber (Heiducken) Pintje (Grigore Pintea) bis hin zu Kasskas aus deutscher Wurzel, wie Hänsel und Gretel. Eine Besonderheit der Kultur der „Mära und Kasska“ ist, dass sie nicht in einem unbekannten Land oder in einer unbekannten Zeit spielen („Es war einmal in einem fernen Land … / in einer Zeit, als das Wünschen noch geholfen hat …“) oder im unbestimmten Hörensagen („Ich hörte erzählen …“), sondern in der Gegenwart in der ganz konkreten Lebensumwelt der Zipser, meist in den Wäldern des Wassertals, viele Zipser waren Holzfäller, Waldarbeiter, Tischler, wobei genaue Wege, Steine usw. benannt werden, wo sie auftauchen. Dazu kommt als zweite Besonderheit, dass oft betont wird, dass alle Figuren und Geister wirklich leben und Gewährsmänner genannt werden, die sie wirklich gesehen haben, weshalb viele Zipser noch bis ins Erwachsenenalter an ihre Existenz glaubten. In den ebenfalls zahlreichen Erzählungen der jüdischen Nachbarn, die Handwerker, Bauern und Kleinhändler waren, war die Szenerie dagegen oft die Familie, menschliche Konstellationen, das Schtetl oder näher benachbarte Regionen, wobei auch nicht die Authentizität beteuert wurde. Dadurch verbinden die „Mära und Kasska“ unterhalterische mit sozialisierender Funktion und formten noch in den 1990er Jahren das Verhalten auch der jungen Generation: z. B. dass die Faschingstraditionen der drei Faschingstage eingehalten werden müssen, damit „die drei Faschingsmänner“ gegen böse Gestalten helfen und viele andere Normen. Die vielfältigen Bilder der Mära und Kasska boten den Zipsern auch die Möglichkeit, historisch-traumatische Erfahrungen, wie die Vernichtung ihrer jüdischen Nachbarn, mit denen viele Zipser gute Beziehungen und Freundschaften unterhielten, auszudrücken. So adaptierten viele Nachkriegs-Mära und Kasska Erzählungen ihrer jüdischen Nachbarn und übernahmen den „Totenvogel“, eine volkstümlich-jiddische Variante des Malech haMowes (Todesengels) der jüdischen Mythologie, faschistische Bewegungen wurden oft als „Wölfe“ erinnert, die in der karpatischen und deutschen Mythologie furchterregend-bösartige Eigenschaften haben.

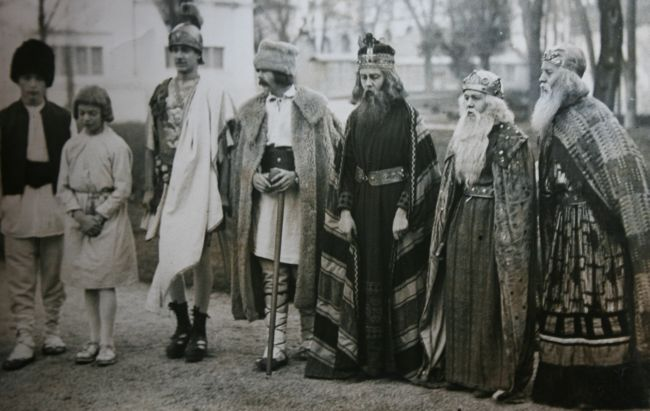
Vicleim-Spiel 1936, die rumänische Adaption der Maramuresch des Herodesspiels der Zipser. Links außen als Hirte: Kronprinz Michael von Rumänien. Foto des prominenten rumänisch-jüdischen Fotografen Iosif Berman (1892–1941).

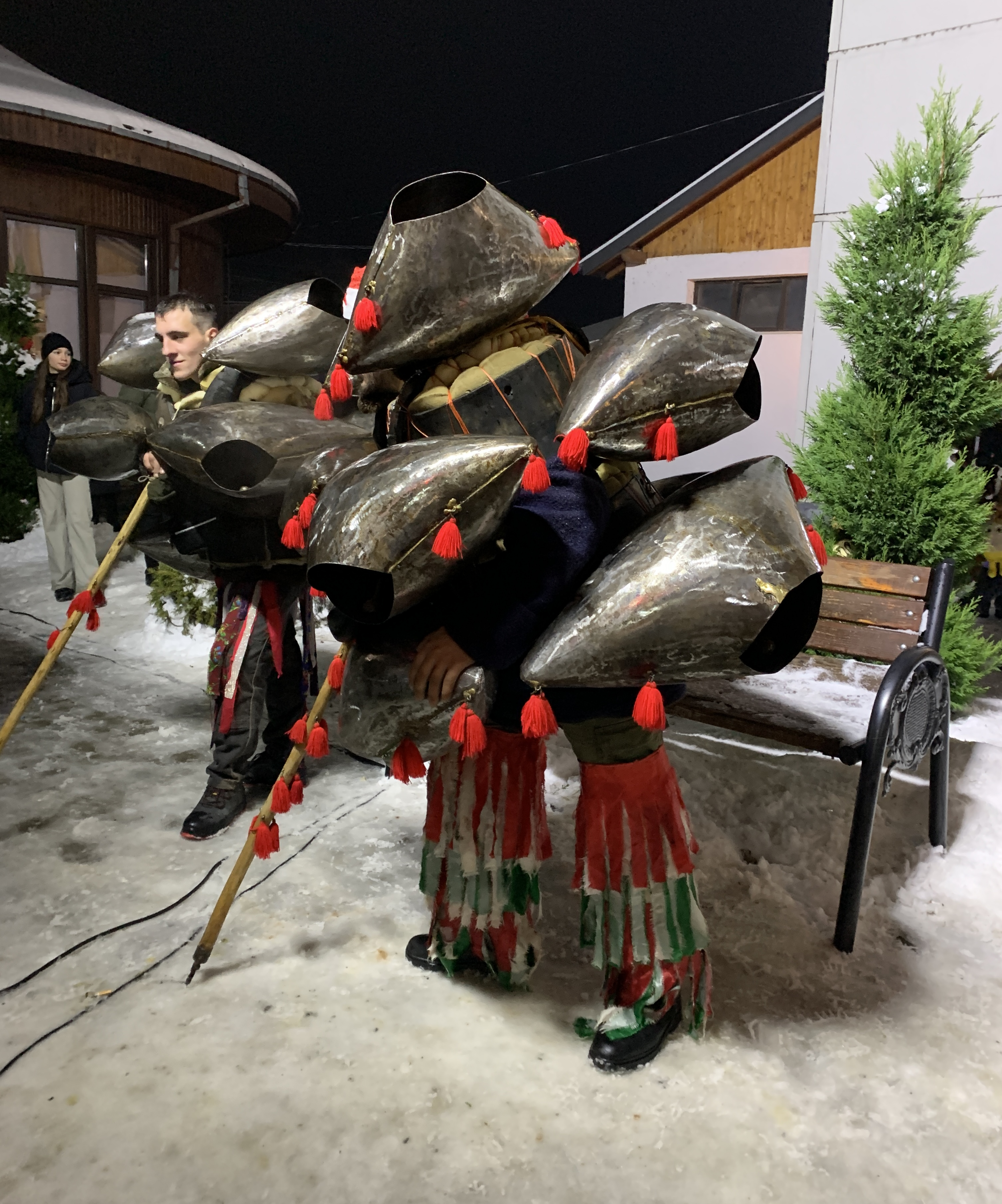
Mit Kuhglocken behängte Figuren des Viflaim-Umzugs 2023 in Vișeu de Sus.

Eine weitere bis heute lebhaft gepflegte Tradition in Oberwischau ist das „Herodesspiel“, eine Zipser Variante des in westlicheren Regionen als Mirakelspiel entstandenen Krippenspiels zu Weihnachten. Das „Herodes“ zieht erst als Prozession zu den Häusern der nicht mehr zum Kirchgang fähigen Zipser, was sich durch Signalinstrumente und mit Kuhglocken, die den Einfluss der Alpenländer verraten, behängte „Teufel“-Begleiter zum hörbaren Ereignis wird, und findet schließlich in der Mitternachtsmesse vom 24. zum 25. Dezember und in der Morgenmesse am 25. Dezember in der katholischen Kirche statt. Zentrale Figuren des Spiels sind neben Maria, Joseph und Herodes auch einige weitere biblische und mythische Figuren und der gute Hirte Chrez, der für die Witze zuständig ist. Vor dem Umzug des „großen Herodes“ durch die Zipserei und in die Kirche findet am Nachmittag ein von Kindern gespielter „kleiner Herodes“ statt. 
Seit einigen Jahrzehnten hat die rumänisch-katholische Gemeinde die Tradition des Herodesspiels übernommen (rumänisch Viflaim, Viflaiemul, Viflaemul, Viflaimul oder Vicleim, vom rumänischen Namen für Bethlehem). Immer wenn sich beide Herodes- und Viflaim-Umzug begegnen, kooperieren sie miteinander, die Teufelsfiguren der Prozessionen liefern sich auch Rituale, die als „Begrüßung“ bezeichnet werden, faktisch aber eher ritualisierte Kämpfe sind, die offenbar die Funktion haben, eventuell entstandene Spannungen zwischen der rumänischen Mehrheitsgemeinde und der Zipser Minderheitsgemeinde abzubauen.

## Persönlichkeiten
- Gerhard Cerny, Schriftsteller
- Anton-Joseph Ilk, Ethnologe und Geistlicher
- Thomas Perle, Schriftsteller und Dramatiker
- Hugo Weczerka, Historiker

## Videomaterial
- Alfred Fellner: Zipser Doku auf YouTube (Laufzeit: 6:20 min). Babeș-Bolyai-Universität Cluj, 2019.
- “Süße Heimat Zipserei”, Trailer zum Dokumentarfilm über die deutsche Minderheit auf YouTube (Laufzeit: 5:17 min). 2012.
- Schaufenster Enkelgeneration – Alfred Ludovic Fellner (Oberwischau / Vişeu de Sus) auf YouTube (Laufzeit: 5:15 min). Goethe-Institut, Bukarest 2017.
- Zipseri/Ţipţeri din Viseu auf YouTube (Laufzeit: 27:26 min). TVR 2, mit Kommentaren von Claus Stephani.
- Winter in der Zipserei Oberwischau/Vişeu de Sus 1997.